# Gigászok

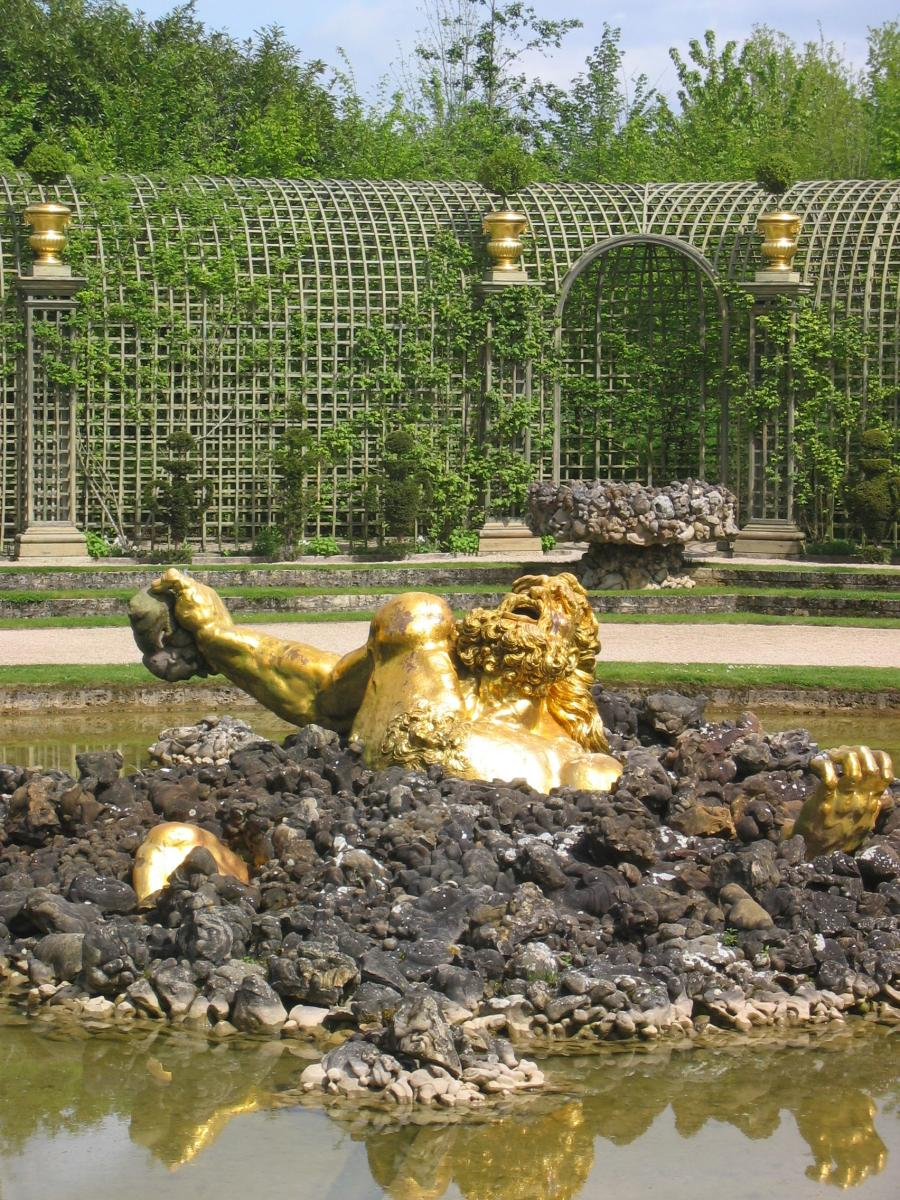
A Gigászok kútja a versailles-i kastély kertjében

A gigászok szakállas, bozontos hajú, félig kígyó testű lények a görög mitológiában. Gaia és Uranosz gyermekei voltak, akik akkor születtek meg, amikor Kronosz levágta apja szemérmét (kasztrálta), és az így ontott vére a földre, tehát Gaiára hullott. Az ég minden csepp véréből született egy hatalmas erejű óriás, így a gigászok sokan voltak, számukat nem is tudta pontosan még anyjuk sem. Amikor Zeusz letaszította a gigászok testvéreit, a titánokat a Tartaroszba, a hatalmas óriások bosszút fogadtak az olümposzi istenek ellen, és hogy elérjék az Olümposz tetejét hegyeket halmoztak egymásra. A jóslat szerint az Olümposz lakói nem győzhették le a gigászokat Héraklész segítsége nélkül. A nagy hős is részt vett a harcokban, így a gigászok elpusztultak.
A gigászok története sajátos keverékét mutatja a hettita mitológiának, ahol a Kumarbi legendakörben szintén az istenek generációinak küzdelmei olvashatók, ott is van kasztrálás, amelynek révén istenek fogannak, és Kumarbi egy sziklát termékenyít meg, amelyből a gigászokhoz hasonló Ullikummi születik.

## Ismert gigászok

### Első generáció

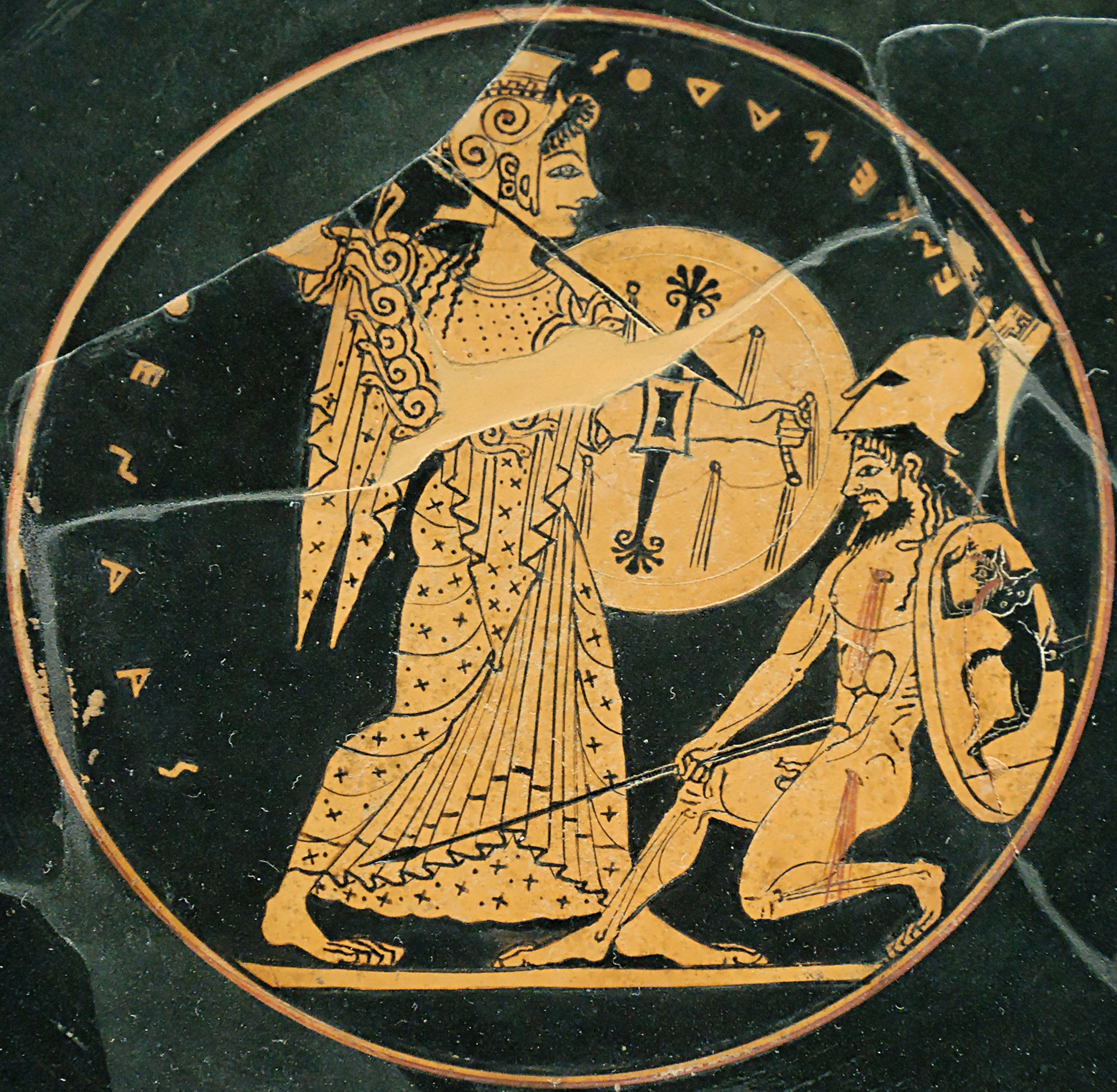
Athéné legyőzi Enkeladosz gigászt

Az első generációs gigászok összefüggő csoportot képeznek, vagyis forrástól függetlenül mindenhol szerepelnek. 
- Pelórosz
- Mimasz
- Pallasz
- Damüszosz
- Ekhión
- Palléneusz
- Porphürión
- Alküóneusz
- Ephialtész
- Eurütosz
- Klütiosz
- Enkeladosz
- Polübótész
- Hippolütosz
- Gratión
- Agriosz
- Thoón

### Második generáció
A második generáció már kissé elmosódott, kinézetükre nem annyira szörnyetegek, s ami közös bennük az a hatalmas méretük és erejük.
- Ótosz  és Ephialtész (Alóaszok vagy Alóadák, apjuk: Alóeusz után)
- Agriosz és Oriosz
- Antaiosz
- Argosz
- Órión
- Gérüón
- Prokrusztész (Damasztész/Polüpémón)
- Kakosz
- Khrüszaór
- Talósz
- Titüosz